# Станковани
Станковани (слч. Stankovany) насељено је мјесто са административним статусом сеоске општине (слч. obec) у округу Ружомберок, у Жилинском крају, Словачка Република.

## Становништво
| Година:    | 1994. | 2004.   | 2014.   | 2024.   |
| ---------- | ----- | ------- | ------- | ------- |
| Број људи: | 1297  | 1229    | 1196    | 1121    |
| Разлика:   |       | -5,24 % | -2,68 % | -6,27 % |

| Година:    | 2023. | 2024.   |
| ---------- | ----- | ------- |
| Број људи: | 1125  | 1121    |
| Разлика:   |       | -0,35 % |

Према подацима о броју становника из 2011. године насеље је имало 1.216 становника.